# Жабокшекі (гміна Дашина)
Жабокшекі (пол. Żabokrzeki) — село в Польщі, у гміні Дашина Ленчицького повіту Лодзинського воєводства.
Населення — 35 осіб (2011).
У 1975-1998 роках село належало до Плоцького воєводства.

## Демографія
Демографічна структура станом на 31 березня 2011 року:
|          | Загалом | Допрацездатний вік | Працездатний вік | Постпрацездатний вік |
| -------- | ------- | ------------------ | ---------------- | -------------------- |
| Чоловіки | 18      | 4                  | 12               | 2                    |
| Жінки    | 17      | 2                  | 9                | 6                    |
| Разом    | 35      | 6                  | 21               | 8                    |